# إيوان نيكولايسكو
إيوان نيكولايسكو (بالرومانية: Ion Nicolaescu) هو لاعب كرة قدم مولدوفي في مركز الوسط، ولد في 7 سبتمبر 1998 في كيشيناو في مولدوفا. شارك مع منتخب مولدافيا تحت 19 سنة لكرة القدم ومنتخب مولدوفا تحت 21 سنة لكرة القدم ومنتخب مولدوفا لكرة القدم. أما مع النوادي، فقد لعب مع زمبرو تشيسيناو وشاختيور سوليجورسك ونادي داك 1904 دونيسكا ستريدا ونادي فيتيبسك.

## وصلات خارجية
- إيوان نيكولايسكو على موقع الاتحاد الدولي (مؤرشف)  (الإنجليزية)
- إيوان نيكولايسكو على موقع الاتحاد الأوربي (الإنجليزية)
- إيوان نيكولايسكو على موقع قاعدة بيانات كرة القدم.إي يو (الإنجليزية)
- إيوان نيكولايسكو على موقع ناشيونال فوتبول تيمز (الإنجليزية)
- إيوان نيكولايسكو على موقع Soccerway.com (الإنجليزية)